# Stipa puberula
Stipa puberula är en gräsart som beskrevs av Ernst Gottlieb von Steudel. Stipa puberula ingår i släktet fjädergrässläktet, och familjen gräs. Inga underarter finns listade i Catalogue of Life.